# VfL Schwerin
Der VfL Schwerin war ein deutscher Fußballverein aus Schwerin, der von 1904 bis 1938 existierte. Heimstätte des Clubs war die Sportanlage Reitbahn.

## Sportlicher Werdegang
Der VfL Schwerin wurde im Jahr 1904 unter der Bezeichnung FC Vorwärts Schwerin 1904 gegründet. Der Club gehörte neben dem Schweriner FC 03 sowie dem FC Elite Wismar zu den drei Gründungsmitgliedern des 1904 entstandenen Mecklenburgischen Fußball-Bundes (MFB), deren Meisterschaft der FC Vorwärts jedoch nicht gewinnen konnte. In der Folgezeit vollzog Vorwärts Schwerin bis 1920 Umbenennungen in SC Vorwärts 04 sowie VfL Schwerin.
Mit der Auflösung des MFB agierten die Mecklenburger im Anschluss innerhalb der Fußball-Oberliga Lübeck-Mecklenburg in der Meisterschaft des Norddeutschen Fußball-Verbandes, deren Endrunde der VfL zwischen 1928 und 1930 zweimal erreichte. Gegen Hannover 96 sowie Union 03 Altona unterlag Schwerin jeweils in der Qualifikation und schied vorzeitig aus der norddeutschen Endrunde aus.
Mit der 1933 eingeführten Gauliga Nordmark agierte der VfL nicht mehr höherklassig und fusionierte im Jahr 1938 mit dem Lokalrivalen Schweriner FC 03 zum Schweriner SV 03.

## Statistik
- Teilnahme Endrunde im Norddeutschen Fußball-Verband: 1928/29, 1929/30